# 井原文之
井原 文之（いはら ふみゆき、1940年9月16日 - ）は、元日本男子バレーボール選手、バレーボール指導者。元富士フイルムの選手・監督。広島県佐伯郡三高村（現江田島市）出身。崇徳高等学校卒。身長167cm。

## 経歴
高校時代は崇徳高校の九人制のバック選手として活躍。レシーブの名手として知られた。1959年、当時は企業名もほとんど知られていなかった富士フイルムに入社。1964年の九人制全日本総合選手でチーム初優勝に貢献したが、会社が翌1965年度を最後に九人制をやめ、六人制一本に絞ったため167cmのレシーバーに出番はなく1966年引退。大卒のエースだった同期の小山勉部長が監督に就任するのとは対照的にバレー部を去り7年間工場勤務。1973年、新興・サントリーによる選手引き抜き騒動からチームを立て直すためコーチとして復帰。1980年監督に就任。当時の日本リーグはサントリーの大古誠司、日本鋼管の嶋岡健治など、かつてのスター選手が監督を務めていたため井原の経歴は異色だった。1981年、どうしても破れなかった新日鉄の壁を破りチームを日本リーグ悲願の初優勝に導く。この後も井原の代名詞とも言われた厳しい指導で、山田修司、杉本公雄、三橋栄三郎、熊田康則、川合俊一ら、骨のある若手を鍛え上げ、1983年から空前絶後のリーグ五連覇を成し遂げた。「練習はレシーブばかり」とも揶揄され、口数少なく先に手が出る、とも言われ、しばしば主力選手とぶつかったが、レシーブを主体としたコンビネーションバレーで富士フイルム黄金時代を築いた。Vリーグ創設年の1992年まで指揮を執り監督を退任した。

## 参考書籍・文献
- 白球が緑に染まる日、小泉志津男著、日本文化出版、1982年12月
- 稲葉バレーの心、稲葉正文、日本文化出版、1982年12月
- 青春の色は緑、小泉志津男著、日本文化出版、1986年
- 毎日新聞、1982年3月17日18面